# فرودگاه استریگینو
فرودگاه استریگینو (به روسی: Международный аэропорт Нижний Новгород) عمومی واقع در نیژنی نووگورود در کشور روسیه است که توسط JSC "Nizhny Novgorod International Airport" اداره می‌شود.